# スコトン岬

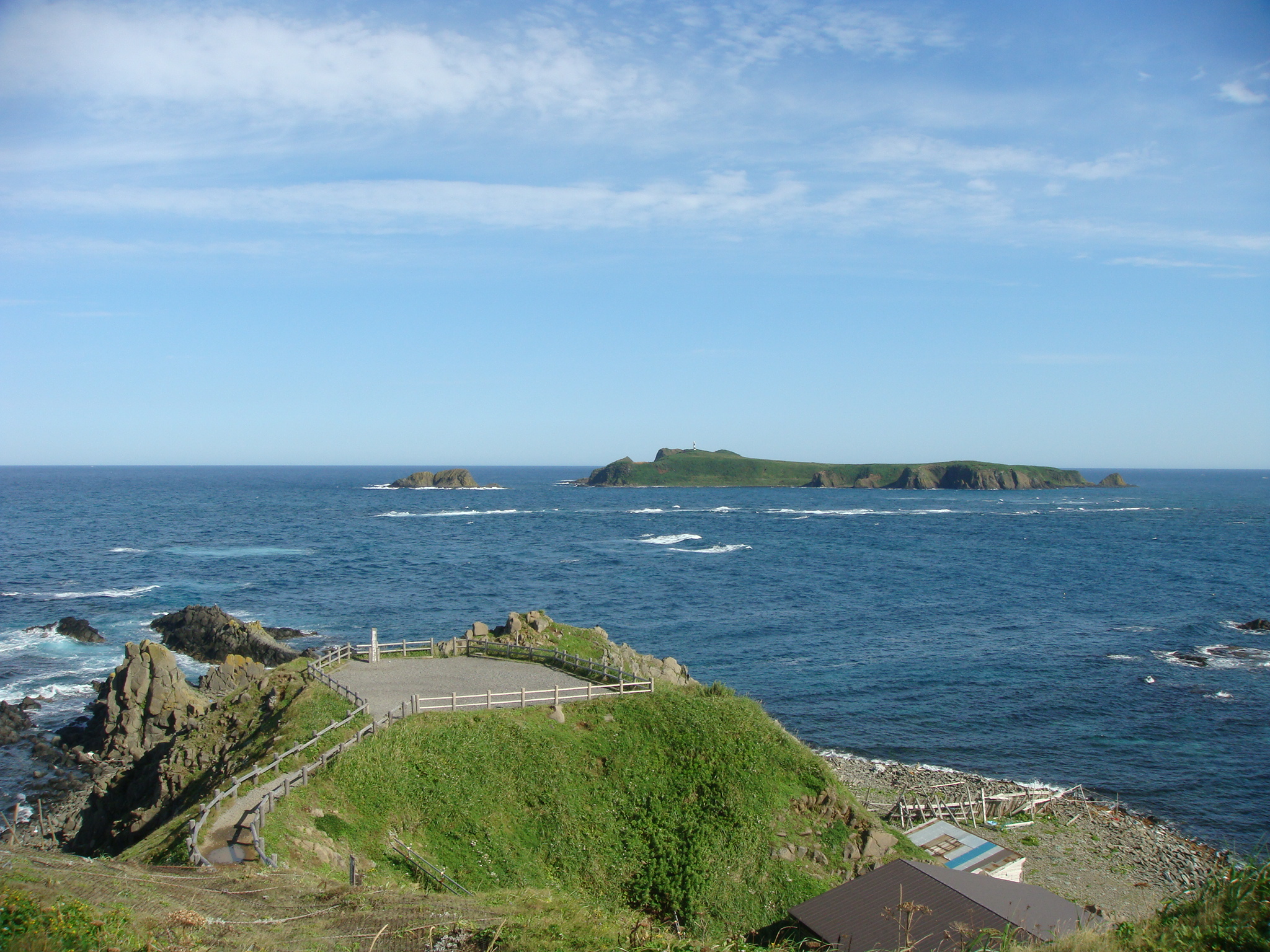
スコトン岬と海驢島

スコトン岬（スコトンみさき）は、北海道礼文郡礼文町にある礼文島の岬。「須古頓岬」と漢字で表記されることも多い。晴れた日には樺太（サハリン）が望める。スコトンとは、アイヌ語で、シコトン(大きな谷)・トマリ(入江)＝「大きな谷にある入江」という意味である。

## 最北端と最北限

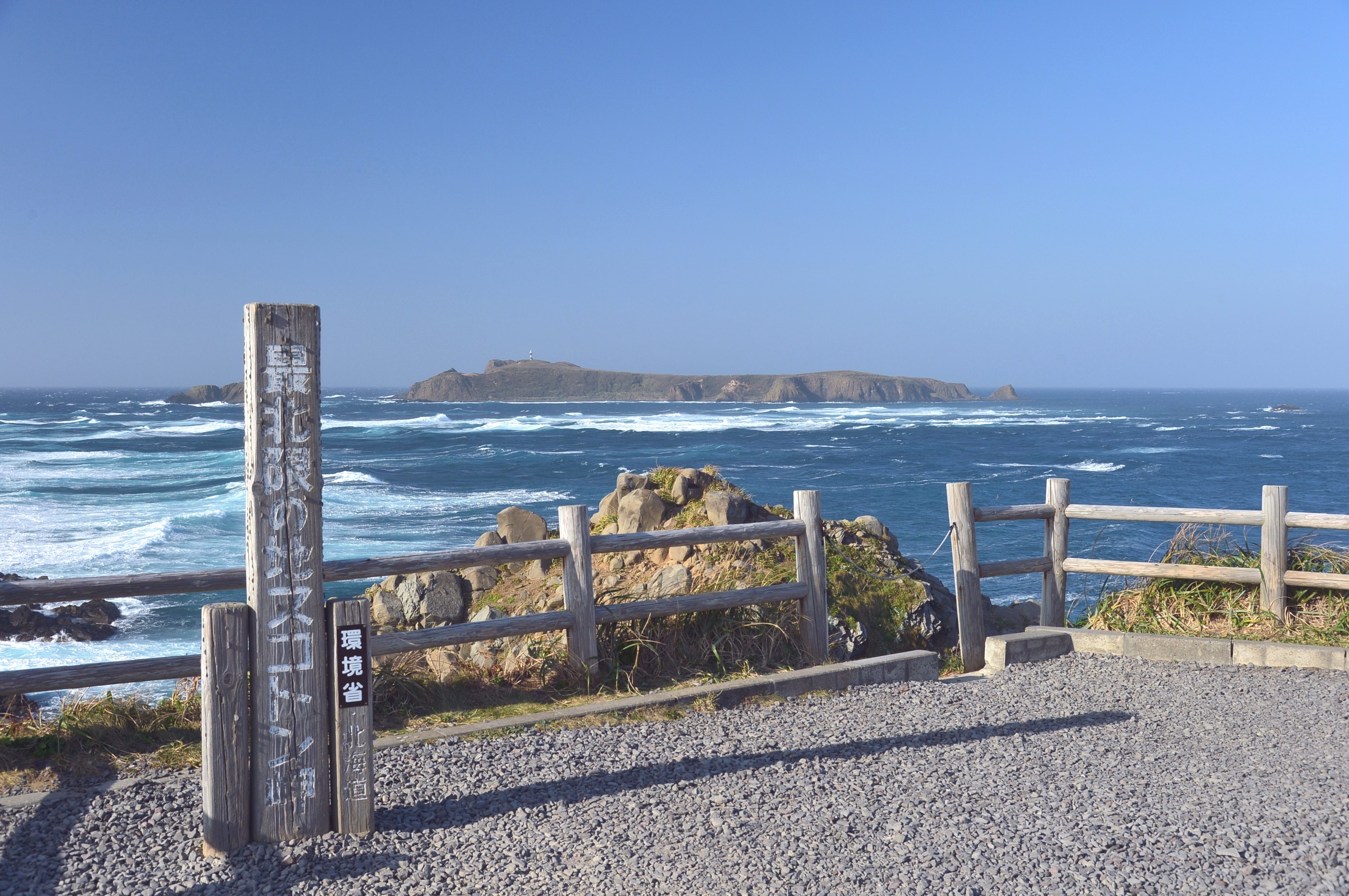
礼文島にあるスコトン岬「最北限の地」の碑

- 宗谷岬は北緯45度31分22秒、スコトン岬は北緯45度27分51秒。よって、宗谷岬の方が約3分31秒（約6,541m）北に位置する。以前は共に最北を名乗っていたが、測量の結果宗谷岬が「最北端」と判明した為、スコトン岬は「最北限」を名乗るようになった[2][3]。しかし、日本国政府の実効支配の及ぶ範囲内での最北端は、宗谷岬北西方にある弁天島（北緯45度31分35秒)であり、更に日本国政府が領有権を主張する範囲内での最北端は、択捉島のカモイワッカ岬（北緯45度33分28秒）である。

- 稚内側
  - 宗谷岬：北緯45度31分22秒
  - 弁天島：北緯45度31分35秒[4]
- 礼文側
  - スコトン岬：北緯45度27分51秒[5]
  - 種島：北緯45度30分20秒[6]

## 観光
- 宗谷岬と異なり、海に突き出た岬であるため、周りの荒涼とした風景と重なり非常に趣のある岬である。なお岬の先には海驢島（トド島）が見える。更にその北に種島がある。
- 最北限を名乗っているものが多く、「最北限のトイレ」「最北限の売店」「最北限のバス停」などがある[7]。
- 愛とロマンの8時間コース、岬めぐりコース(旧花の4時間コース)の出発地である。
- 岬の真下に「民宿スコトン岬」がありかつては「人が住んでいます。石を投げないでください」との看板が立っていた[8][9]。
- 以前は約700m南の地点に礼文町立須古頓小学校があったが児童の減少により1999年3月、神崎小学校に統廃合された[10]。その神崎小学校も2016年3月に船泊小学校に統廃合されている[11]。跡地は改修され、現在は須古頓地区防災避難所となっている[12]。

## 交通アクセス
- 香深港より北へ約30 km 。宗谷バス「スコトン」行きで約60分。終点下車[13]。